# Мурза Володимир Мойсейович
Володимир Мойсейович Мурза (нар. 29 листопада 1940, Вирка, Рівненська область, СРСР — пом. 10 грудня 2013, Москва) — радянський і російський релігійний діяч, пастор, проповідник. У 1990—2002 роках був начальницьким єпископом Російської церкви християн віри євангельської (РЦХВЄ).

## Біографія
Володимир Мурза народився 29 листопада 1940 року в селі Вирка Сарненського району Рівненської області. Його батьки навернулися в п'ятдесятництво в 1920-х роках. Рідна мати Володимира померла через три тижні після пологів; незабаром його батько одружився з Парасковією Василівною, співачкою і п'ятидесятницькою проповідницею. У 1944 році Мойсей Мурза був заарештований і засуджений на 7 років за релігійну діяльність; свого батька Володимир вперше побачив лише в десятирічному віці.
У 1957 році Володимир закінчив школу і почав працювати в колгоспі. У 1959 році Мурзу призвали до лав Радянської армії і направили до Волгограда; за відмову брати до рук зброю його засудили на три роки. Покарання відбував у Волгограді.
Звільнившись 1963 року Володимир Мурза переїхав до родичів у місто Лабінськ Краснодарського краю. Після одруження 1964 року він переїхав у місто Батайськ. Тут 1966 року Мурза був обраний дияконом баптистської церкви. У 1978 році громада Мурзи перейшла в п'ятидесятництво, пройшла автономну реєстрацію, а сам Мурза був висвячений на пресвітера. У 1981 році обраний старшим пресвітером Ростовської області.
У 1982 році закінчив Ростовський інженерно-будівельний інститут, після чого працював за фахом інженером-будівельником.

### Єпископське служіння
У 1990 році Володимир Мойсейович Мурза переїхав до Москви і був обраний старшим єпископом нещодавно утвореного Союзу церков християн віри євангельської Російської Федерації. На цій посаді він пропрацював 12 років, переобравшись у 1994 і 1998 роках. У 2002 році пішов на пенсію, передавши керівництво союзом Павлу Окарі. За час керівництва Мурзи Російська церква ХВЄ зросла з 53 громад до більш ніж 1500 громад.
З 1995 року Мурза входив до Ради взаємодії з релігійними об'єднаннями при Президентові Російської Федерації, в якій працював до 2002 року. Володимир Мурза також був одним із співзасновників і членом Ради голів протестантських церков Росії.
У 2000 році указом президента Російської Федерації В. Путіна «за великий внесок у зміцнення громадянського миру і відродження духовно-моральних традицій» Володимир Мурза був нагороджений медаллю ордена «За заслуги перед Вітчизною» ІІ ступеня. Мурзі також присвоїли звання «почесного доктора богослов'я» університету «Агапе» в Лос-Анджелесі та університету штату Флорида.
Після 2002 року Володимир Мурза продовжував служити пастором московської церкви РЦХВЄ «Живий Джерело». У 2009—2013 рр. він обіймав посаду першого заступника начальницького єпископа РЦ ХВЄ і був керівником із зовнішніх зв'язків.
Володимир Мурза помер 10 грудня 2013 року. Похований у Москві.

## Сім'я
Володимир Мурза одружився 1964 року з Любов'ю Яківною Щербаковою (нар. 1941), дочкою баптистського пресвітера Краснодара. У сім'ї Мурзи народилися двоє дочок — Надія (1964) і Віра (1967). Станом на 2010 рік подружжя Мурзи мало двох онуків, шістьох онучок і трьох правнуків.